# Балакай Владимир Ильич
Владимир Ильич Балакай (1956—2018) — советский и российский ученый, изобретатель, химик, профессор, доктор технических наук.
Внес большой вклад в развитие теории и практики электрохимических производств. Основные исследования посвящены получению твердых износостойких покрытий никелем и серебром, интенсификации электроосаждения металлов и сплавов из электролитов-коллоидов; функциональной энего- и ресурсосберегающей гальванотехники электролитов-коллоидов.
Является автором более 500 научных работ, одной монографии, 39 учебных пособий и учебников, обладатель 29 патентов и авторских свидетельств. 13 его разработок внедрены в практику на различных предприятиях в России и за рубежом. Принимал участие с докладами в Международных конференциях, проводимых в Чехии, Греции, Украине, Белоруссии, Литве, России.
Под его руководством защищено 4 кандидатские диссертации, опубликовано студентами: 151 статья, 108 тезисов докладов и сделано 149 докладов на Международных, Всероссийских, региональных и др. научных и научно-практических конференциях.
Владимир Балакай прошёл трудовой путь от инженера, младшего научного сотрудника, старшего преподавателя до руководителя кафедры и факультета.
Он был членом ученого совета ЮРГПУ (НПИ). Председателем ученого совета и приемной комиссии технологического факультета. Председателем экспертной комиссии технологического факультета по направлению «Химические технологии». Членом диссертационных советов ЮРГПУ (НПИ).
За многолетнюю плодотворную работу по развитию и совершенствованию учебного процесса, значительный вклад в дело подготовки высококвалифицированных специалистов награждён знаком отличия Министерства образования и науки Российской Федерации — нагрудным значком «Почетный работник высшего профессионального образования Российской Федерации», а за активное участие в изобретательской деятельности ему присвоено звание «Лучший изобретатель Дона».

## Биография
Родился в 1956 году в селе Стыла Старобешевкого района Донецкой области (Украина), являвшегося греческим поселением.
После окончания Стыльской средней школы в 1973 году поступил в Новочеркасский политехнический институт на кафедру «Технология электрохимических производств».
В 1978 году окончил НПИ и по распределению был принят в институт на кафедру ТЭП, где работал инженером, а затем младшим научным сотрудником проблемной лаборатории «Защита материалов».
В 1981 году поступил в очную аспирантуру на кафедру ТЭП. Научным руководителем аспирантуры являлся Фёдор Иванович Кукоз — д. т. н., профессор, зав. кафедрой ТЭП. Во время учёбы в аспирантуре два года 1983—1984 был ленинским стипендиатом.
В 1984 году успешно защитил кандидатскую диссертацию на тему «Электроосаждения никеля и серебра из электролитов-коллоидов» и назначен ассистентом кафедры ТЭП.
В 1985 году присуждена ученая степень кандидат технических наук.
С 1987 года работал старшим преподавателем и назначен ответственным секретарем приемной комиссии ХТФ.
В 1991 году присвоено ученое звание доцента кафедры «Технология электрохимических производств» химико-технологического факультета Новочеркасского политехнического института (ныне ЮРГПУ).
В 1989—1993 годах работал заместителем декана химико-технологического факультета.
В 2002 году назначен заведующим кафедрой: «Аналитическая химия, стандартизация и сертификация» в ЮРГПУ (НПИ) и председателем государственной экзаменационной комиссии.
В 2004 году была защищена докторская диссертация на тему «Закономерности электроосаждения никеля, серебра и сплавов на их основе: технологические, ресурсосберегающие и экологические решения» и присуждена ученая степень Доктора технических наук.
В. И. Балакай продолжил научное направление, которые впервые в мире было предложено д. т. н., профессором кафедры ТЭП Кудрявцевой И. Д. — это электроосаждение различных металлов и сплавов из так называемых электролитов-коллоидов, то есть из таких электролитов в которых в процессе электроосаждения металлов принимают участия не только ионы и(или) комплексные соединения, но мелкодисперсные соединения электроосаждаемого металла.
В 2006 году авторскому коллективу под руководством В. И. Балакая выдан аттестат дипломанта открытого конкурса на лучшую работу студентов по естественным, техническим и гуманитарным наукам в высших учебных заведениях РФ «Химические науки, химическая технология, биотехнология, биоинженерия, химическое машиностроение».
В 2007 году за лучшую научно-инновационную разработку «Гальванические покрытия на основе никеля» коллектив СНИЛ под руководством В. И. Балакая был награждён дипломом на Всероссийской выставке-ярмарке научно-исследовательских работ и инновационной деятельности ЮРГТУ (НПИ).
В 2010 году назначен на должность Декана Химико-технологического факультета ЮРГПУ (НПИ).
В 2011 году присвоено учёное звание профессора по кафедре «Технологии электрохимических производств, аналитической химии, стандартизации и сертификации».
Умер в 2018 году, похоронен в Новочеркасске.

### Семья
- Отец — Илья Васильевич (1929 год), крестьянин, колхозник.
- Мать — Вера Антоновна (1929—2014 год), урожд. Цимидан, крестьянка, домохозяйка.
- Жена — Ирина Владимировна (1960 год), урожд. Фисун.
  - Сын — Илья Владимирович (1982 год).
  - Дочь — Ксения Владимировна (1989 год).

## Труды
Практическая значимость работ В. И. Балакая заключается в разработке новых электролитов, позволяющих снизить загрязнение окружающей среды и их токсичность, улучшить условия труда, и покрытий с улучшенными свойствами, которые позволяют решить ряд инженерно-технических задач (увеличить надежность и срок службы изделий, экономить сырье и материалы, улучшить свойства покрытий и т. д.), приоритеты которых подтверждены авторскими свидетельствами СССР на изобретения, патентами России.
Большинство работ В. И. Балакай носят прикладной характер и направлены на:
- создание и внедрение в производство принципиально новых прогрессивных технологий, обеспечивающих повышение качества, сокращение трудовых затрат, снижение материалоемкости, энергопотребления и загрязнения окружающей среды, увеличение производительности процесса нанесения покрытий;
- разработку новых видов покрытий, обладающих повышенной твердостью, износостойкостью, коррозионной устойчивостью, паяемостью, высокими электрическими и другими эксплуатационными свойствами, что позволяет снизить расход драгоценных металлов, увеличить надежность и срок службы изделий, снизить материальные и энергетические затраты, улучшить условия труда, снизить загрязнение окружающей среды и т. д.;
- использование отходов химических предприятий в качестве добавок в электролиты для электроосаждения различных металлов и их сплавов;
- создание электролитов нового поколения — низкоконцентрированных растворов, производительность электроосаждения покрытий в которых не ниже, чем в существующих высококонцентрированных электролитах, без затраты при этом энергии на перемешивание или перекачивание растворов и без необходимости изменения гальванического оборудования, что связано с экологическая опасность современного гальванического производства.

Им разработаны и рекомендованы производству:
- высокопроизводительные хлоридные электролиты блестящего никелирования (а.с. № 1737024, пат. № 20719996), внедренные на предприятии в/ч 42286 с экономическим эффектом более 5 тыс. руб. в год в 1984 г. и более 30 тыс. руб. в год в 1986 г., на Новочеркасском электровозостроительном заводе в 1988 г. с экономическим эффектом около 149 тыс. руб. в год, Кизлярском электромеханическом заводе в 1989 г., НПО «Авангард» (г. Ленинград) в 1985 г., а также апробирован на Лермонтовском заводе «Микроомм», Харьковском электромеханическом заводе, Харьковском машиностроительном заводе ФЭД, Харьковском заводе им. Малышева, Харьковском заводе «Серп и молот», Минском заводе вычислительной технике, Минском заводе «Термопласт», Минском заводе пластмассовых изделий, Минском мото-велозаводе, Минском заводе им. Фрунзе, и т. д.;
- высококонцентрированный сульфатно-хлоридный электролит блестящего никелирования (пат. № 20719996), внедренный на Харьковском тракторном заводе в 1994 г.;
- низкоконцентрированный сульфатно-хлоридный электролит блестящего никелирования (пат. № 20719996), апробированный на ЗАО «Сантарм» (г. Ростов-на-Дону) в 2002 г.;
- низкоконцентрированный хлоридный электролит блестящего никелирования (пат. № 20719996, 2213810), апробированный на Новочеркасском элек тровозостроительном заводе, Ростовском-на-Дону научно-исследовательском институте радиосвязи в 2002 г.;
- бесцианистый тиосульфатный электролит блестящего серебрения;
- способ непосредственного серебрения никелевых покрытий из бесцианистых электролитов;
- способ электролитического серебрения меди и её сплавов для слаботочных скользящих электрических контактов, с целью повышения защитной способности покрытия при экономии серебра, состоящий в нанесении трехслойного покрытия медь-никель-серебро, внедренный в 1982 г. на предприятии п/я А-7438 (г. Ленинград) с экономическим эффектом 35,4 тыс. руб. в год;
- электролит для осаждения сплава никель-бор (а.с. № 1387528);
- электролит для осаждения композиционного покрытия никель-бор-фторопласт (пат. № 2213812, 2213813);
- электролит для осаждения композиционного покрытия никель-фторопласт (положительное решение о выдаче патента на изобретение по заявке № 2005130886/02(034622);
- электролит для осаждения сплава серебро-сурьма-бор (а.с. № 1770403, 1798387);
- электролит для осаждения сплава цинк-бор (а.с. № 1650785);
- электролит для осаждения паяемого сплава олово-никель;
- способ электролитического осаждения многослойных покрытий никель-серебро и медь-никель-серебро на слаботочные скользящие электрические контакты для изделий радиоэлектронной техники и приборостроения, с целью увеличения надежности, срока службы и экономии серебра.

## Преподаваемые курсы
- «Технология разработки стандартов и нормативной документации»
- «Энерго- и ресурсосберегающие технологии и оборудование защиты окружающей среды»
- «Проблемы стандартизации энерго- и ресурсосберегающих процессов»
- «Ресурсосберегающие технологии в электрохимических производствах»
- «Технология утилизации отходов в электрохимических производствах»

## Повышение квалификации и (или) профессиональная переподготовка
- повышение квалификации в Федеральном государственном бюджетном образовательном учреждении высшего профессионального образования «Южно-Российский государственный технический университет (Новочеркасском политехническом институте)» по направлению «Актуальные проблемы лицензирования и аккредитации вуза в условиях реализации ФГОС», Новочеркасск, 2011 год;
- повышение квалификации в Дрезденском техническом университете по направлению «Формирование и разработка системы инновационной среды высших учебных заведений. Поддержание развития инновационной структуры в области трансфера технологий», Дрезден, 2012 год;
- повышение квалификации в ФГБО ВПО «РГЭУ (РИНХ)» на тему «Правовые и информационно-аналитическое обеспечение государственно- управленческой деятельности (государственный контроль и принятие управленческих решений)», Ростов-на-Дону, 2013 год;
- повышение квалификации в Федеральном государственном бюджетном образовательном учреждении высшего образования «Южно-Российский государственный политехнический университет (Новочеркасском политехническом институте) им. М. И. Платова» по направлению «Психолого-педагогические аспекты обучения лиц с ограниченными возможностями здоровья», Новочеркасск, 2016 год.

## Основные патенты
- «Электролит для осаждения сплава цинк-бор»
- «Электролит блестящего никелирования»
- «Гальванический сплав на основе серебра»
- «Электролит для осаждения сплава на основе серебра и сурьмы»

## Награды и звания
- Почетный работник высшего профессионального образования РФ
- Заслуженный изобретатель Дона
- Заслуженный профессор ЮРГПУ (НПИ)
- Награждён медалью «за заслуги перед университетом»
- Ветеран Труда